# Fairchild 100
A Fairchild 100 egy egymotoros, felső szárnyas utasszállító repülőgép volt, melyet a Fairchild Aircraft gyártott.

## Tervezés és fejlesztés
A Fairchild 100 tervezete hasonló volt a Fairchild C–8 géphez, lényegében annak megnövelt méretű változata.
A repülőgép első felszállására 1930. október 22-én került sor az NC754Y oldalszámú példányával. Az American Airways lett a típus első üzemeltetője, 1931-től használták a típust, melynek alig elkészült el az első darabja, máris kifejlesztették egy módosított változatát, a Pilgrim 100–A-t. Az első 16 darab gép után megrendelés érkezett további tíz gépre, melyeket nagyobb függőleges vezérsíkkal gyártott az American Aircraft & Engine Corporation, amely a Fairchild Aircraft Co újraszervezéséből jött létre. Az új sorozat már Pilgrim 100–B és American/Fairchild Y1C–24 jelölések alatt készült el. A sorozat első hat gépét az American Airways kapta meg. Az anyavállalat később ismét felvette a Fairchild nevet.

## Alkalmazás
Az erős Fairchild 100-as sorozatot utasszállítógépként üzemeltették. 1932-ben a US Army Air Corps négy darab Pilgrim Model 100–B típusú gépet vásárolt, melyet könnyű szállítógépként használtak.
Rövid szolgálati idő után az Y1C–24 gépeket légimentésre kezdték használni, mivel benne akár négy fekvő beteg elhelyezésére is lehetőség volt. A gépet kiképzésre és roncskutatásra is használták. A típusnak nem volt szüksége hosszú kifutópályákra. Egészen az 1930-as évek végéig használták, amikor az újonnan megjelenő típusok kiváltották.

## Változatok

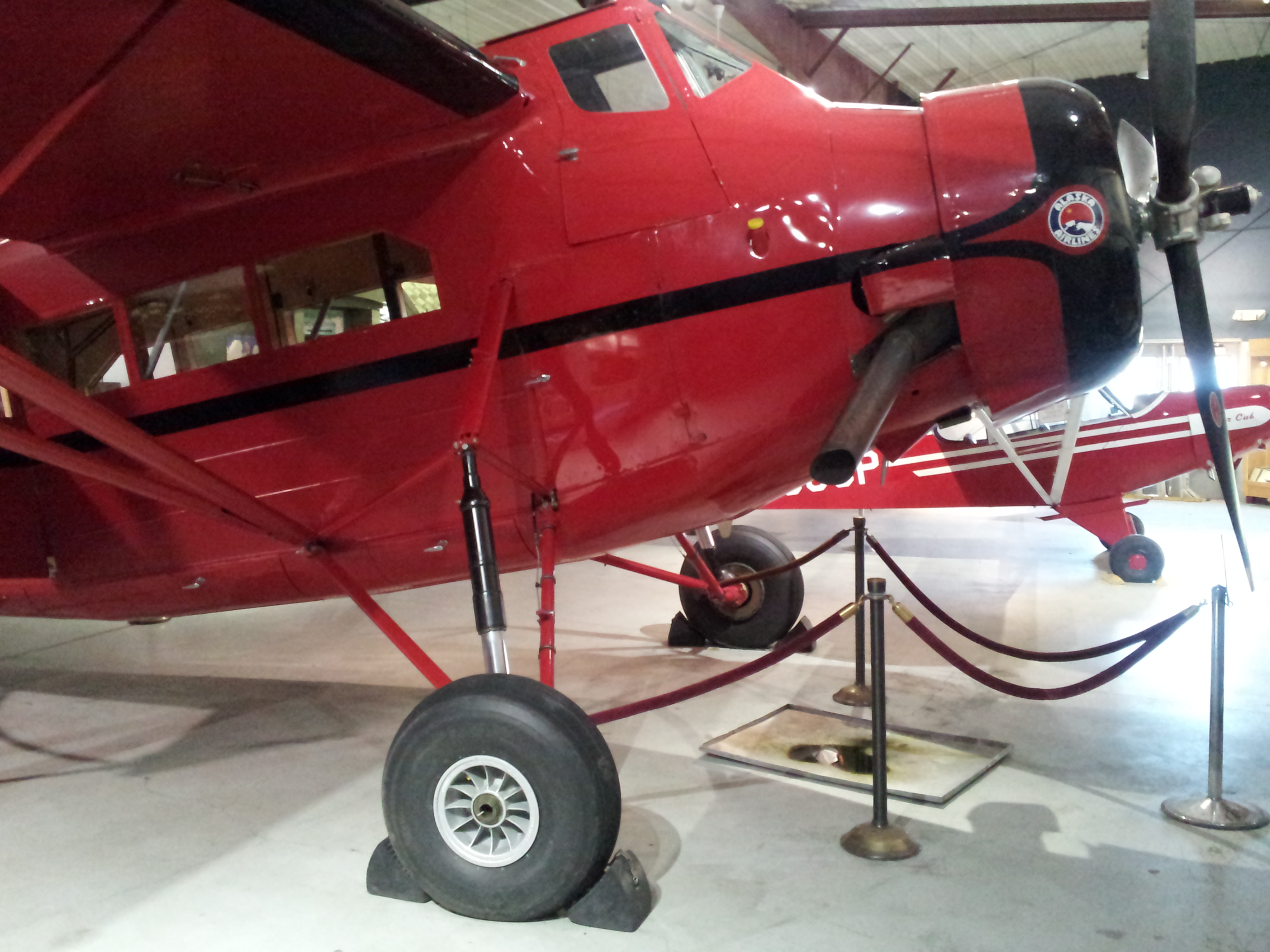
Pilgrim 100–A (NC709Y) az Alaska Aviation Heritage Museum gyűjteményében

### Pilgrim 100
A Pilgrim 100-as család prototípusa, melyet egy 429 kW-os (575 LE) Pratt & Whitney R–1340 Wasp motor hajtott. Virginius Evans Clark tervezte, egy darab készült.

### Pilgrim 100–A
Más néven American Pilgrim, melyet egy 429 kW-os (575 LE) Pratt & Whitney Hornet B motor hajtott, a Fairchild 100 közvetlen leszármazottja. 16 darab készült, melyek mindegyikét az American Airways üzemeltette.

### Pilgrim 100–B
Egy 429 kW-os (575 LE) Wright R–1820 Cyclone B motor hajtotta, 10 darab készült, melyből hatot az American Airways, négyet a US Army üzemeltetett Fairchild Y1C–24 jelöléssel.

### Fairchild Y1C–24
Az amerikai hadsereg által rendszeresített gépek jelölése, melyből négy darab készült. Egy 429 kW-os (575 LE) Wright R–1820–1 Cyclone motor hajtotta.

### Pilgrim Y1C–24
A hadsereg által használt Y1C-24 alternatív jelölése.

## Túlélő példányok
Pilgrim 100–B N709Y az egyik megmaradt gép Alaszka repüléstörténelméből. Az 1986-os regisztrációs listán az utolsó működőképes Pilgrimként szerepelt. Jelenleg az Alaska Aviation Heritage Museum gyűjteményében látható.

## Műszaki adatok (Y1C–24)

### Geometriai méretek és tömegadatok
- Személyzet: 1 fő
- Utasok száma: 9 fő
- Hossz: 11,94 m
- Fesztávolság: 17,38 m
- Szárnyfelület: 42,7 m²
- Üres tömeg: 1907 kg
- Normál felszálló tömeg: 3214 kg

### Motorok
- Motorok száma: 1 darab
- Típus: Wright R–1820–1 Cyclone csillagmotor
- Maximális teljesítmény: 429 kW (575 LE)

### Repülési adatok
- Legnagyobb sebesség: 217 km/h
- Hatótávolság: 821 km
- Szolgálati csúcsmagasság: 4150 m

## Fordítás
- Ez a szócikk részben vagy egészben  a   Fairchild 100 című angol Wikipédia-szócikk ezen változatának fordításán alapul.  Az eredeti cikk szerkesztőit annak laptörténete sorolja fel. Ez a jelzés csupán a megfogalmazás eredetét és a szerzői jogokat jelzi, nem szolgál a cikkben szereplő információk forrásmegjelöléseként.